# World Union of National Socialists
La World Union of National Socialists (Union mondiale des nationaux-socialistes) est une organisation fondée en août 1962 comme une internationale néonazie.

## Historique
L'idée de créer cette structure vient en 1959 à George Lincoln Rockwell, le chef du Parti nazi américain, au départ sous le nom de World Union of Free Enterprise National Socialists (wuffens). Finalement, le mouvement apparaît quand il  visite l'Angleterre et rencontre le chef de file du Mouvement national-socialiste anglais, Colin Jordan. Les deux hommes décident de créer une connexion internationale entre les différents mouvements partageant cette idéologie. Cette initiative aboutit à la Déclaration de Cotswold (Cotswold Agreement) en août 1962, qui est signée par les néo-nazis des États-Unis, du Royaume-Uni, de France (branche fondée par Françoise Dior, épouse de Colin Jordan), d'Allemagne de l'Ouest, d'Autriche et de Belgique.
D'autres groupes rejoignent le groupement au cours de cette décennie, notamment depuis l'Argentine, l'Australie, la Belgique, le Chili, le Danemark, la Hollande, l'Irlande, l'Afrique du Sud, la Nouvelle-Zélande et le Japon.
L'objectif des créateurs de la WUNS se voulait triple :
- « constituer un organisme politique international, monolithique, combattant, efficace, qui devrait lutter contre l'appareil judéo-communiste et sioniste, défini comme un appareil de trahison et de subversion » ;
- « défendre la race aryenne et la civilisation occidentale et les faire progresser en tout endroit du globe terrestre où vivent des Aryens, quelle que soit leur nationalité » ;
- « défendre le droit à la propriété et à l'entreprise privée contre la lutte des classes communiste[3] ».

Son siège international est alors installé à Arlington, en Virginie, aux États-Unis.
À la suite de l'assassinat, en 1967, de George Lincoln Rockwell, la direction de la WUNS est attribuée à Matt Koehl, qui tente d'étendre l'influence du groupe en nommant le néonazi danois Povl Riis-Knudsen secrétaire général de l'organisation. Toutefois, une rupture commence à s'amorcer, Koehl étant convaincu que le nazisme devait aussi être une religion. Finalement, il se sépare de la WUNS pour prendre la tête d'un mouvement prônant le mysticisme nazi. Cette division affaiblit fortement la WUNS et l'influence de cette dernière diminue alors fortement, bien que Jordan ait tenté de la rétablir.

## En France
En 1963, l'ancien sergent recruteur de la Waffen SS Yves Jeanne fonde la Fédération ouest-européenne de la WUNS qui couvre la France, la Belgique, le Luxembourg, le Pays basque espagnol et la Suisse romande. Néanmoins, un an après elle ne compte que 42 adhérents. Jeanne tente en vain de prendre la place de Colin Jordan et entretient des polémiques avec Jean Thiriart ou Gaston-Armand Amaudruz. Une partie des néonazis français finit par monter une secte dissidente vouée au Vril et à l'ufologie. Néanmoins, plusieurs anciens militants et sympathisants participent à la fondation du GRECE (Groupement de recherche et d'études pour la civilisation européenne). Ensuite, la section nationale de la WUNS a été dirigée par l'avocat Daniel Burdeyron, membre de l'Association pour défendre la mémoire du maréchal Pétain puis candidat du Front national dans le Rhône lors des élections législatives de 1981. Dans les années 1970 et 1980, Daniel Burdeyron a aussi été le conseil de Robert Faurisson pour les procédures judiciaires qu'il avait engagées — ou menacé d'engager — à Lyon, notamment contre l'université Lumière-Lyon-II et certains de ses étudiants.
À partir de 2008-2009, la représentation de la WUNS en France était assurée par le site aime-et-sers.com, animé par Jean-Pierre S.[Qui ?], un néonazi de Méteren (Nord) proche de l'association Terre et Peuple, condamné en 2012 à trois ans de prison avec sursis pour avoir « fait l'apologie du nazisme et de l'antisémitisme ».

## Organisations membres
- Bolivie - Frente de Accion Patriota
- Brésil - Partido Nacional-Socialista Brasileiro
- Bulgarie - The Great Sarmatian Brotherhood
- Canada - National-Socialist Party of Canada
- Chili - Movimiento Nacionalsocialista del os Trabajadores Chilenos, Movimiento Gancho del Lobo, IMNS, Troops of Tomorrow Chile Division
- Costa Rica - Resistencia Ideologica Nacional Socialista de Costa Rica
- Estonie - Estland88
- Finlande - Kansallis-Demokraattinen Puolue[8]
- Finlande - Suomen Kansallissosialistinen Työväenpuolue, SKSTP-NSFAP
- France - Mouvement National-Socialiste Français, PHENIX
- Greece - European Nationalism and Hellenic Nationalism
- Guatemala - Frente Nacional Socialista de Guatemala
- Iran - Naska Party
- Italie - Comunità politica di Avanguardia, Mouvement Fascisme et Liberté[réf. nécessaire]
- Japon - National Socialist Japanese Workers Party
- Mexico - Mexico National-Socialist Party, Sol Negro
- Norvège -  National Socialist Movement of Norway (en)
- Pérou - Tercios Nacional Socialistas, MNSDP
- Roumanie - Romanian National Vanguard, Front 14 Romania, Victoria Finala
- Russie - Unité nationale russe, RNE AP
- Serbie - Rasonalisti Serbia
- Espagne - National Alliance, NuevOrden España
- Suède - National Socialist Movement Nordic-Scandinavia Unit, Sveriges Nationella Förbund
- Ukraine - National Alliance for Freedom Ukrainian Falange, Ukrainian Falange Blog
- Royaume-Uni -  November 9th Society (en), British Free Corps, British Peoples Party (en)
- États-Unis -  Mouvement national-socialiste, Final Solution 88
- Venezuela - Partido NS Venezolano[9].